# Lijst van afleveringen van Sisters
Dit is een lijst met afleveringen van de Amerikaanse televisieserie Sisters. De serie telt 6 seizoenen. Een overzicht van alle afleveringen is hieronder te vinden.

## Seizoen 1
| Nr. | Titel aflevering                 | Uitzenddatum VS |
| --- | -------------------------------- | --------------- |
| 1   | Moving In, Moving Out, Moving On | 11 mei 1991     |
| 2   | 80%                              | 18 mei 1991     |
| 3   | A Thousand Sprinkles             | 25 mei 1991     |
| 4   | Devoted Husband, Loving Father   | 1 juni 1991     |
| 5   | Of Mice and Women                | 8 juni 1991     |
| 6   | Deja Vu All Over Again           | 15 juni 1991    |
| 7   | Some Tuesday in July             | 20 juni 1991    |

## Seizoen 2
| Nr. | Titel aflevering                    | Uitzenddatum VS   |
| --- | ----------------------------------- | ----------------- |
| 1   | One to Grow On                      | 21 september 1991 |
| 2   | The Picture of Perfection           | 28 september 1991 |
| 3   | Strikes and Spares                  | 5 oktober 1991    |
| 4   | Living Arrangements                 | 12 oktober 1991   |
| 5   | A Kiss Is Still a Kiss              | 19 oktober 1991   |
| 6   | Freedom's Just Another Word         | 2 november 1991   |
| 7   | The Family Way                      | 9 november 1991   |
| 8   | The Kindness of Stranglers          | 16 november 1991  |
| 9   | Georgie Through the Looking Glass   | 23 november 1991  |
| 10  | Two Steps Forward, Three Steps Back | 14 december 1991  |
| 11  | Eggnog                              | 21 december 1991  |
| 12  | Good Help Is Hard to Find           | 11 januari 1992   |
| 13  | Troubled Waters                     | 18 januari 1992   |
| 14  | Working Girls                       | 25 januari 1992   |
| 15  | Tippecanoe and Georgie, Too!        | 8 februari 1992   |
| 16  | The Four Elements                   | 15 februari 1992  |
| 17  | A Matter of Life and Death          | 22 februari 1992  |
| 18  | The First Time                      | 29 februari 1992  |
| 19  | Empty Rooms                         | 11 april 1992     |
| 20  | Heart and Soul                      | 18 april 1992     |
| 21  | Pandora's Box                       | 25 april 1992     |
| 22  | Not in a Million Years              | 2 mei 1992        |

## Seizoen 3
| Nr. | Titel aflevering            | Uitzenddatum VS   |
| --- | --------------------------- | ----------------- |
| 1   | Sunstroke                   | 26 september 1992 |
| 2   | The Bottom Line             | 3 oktober 1992    |
| 3   | A Promise Kept              | 10 oktober 1992   |
| 4   | And God Laughs              | 17 oktober 1992   |
| 5   | Sins of the Mothers         | 24 oktober 1992   |
| 6   | Lost Souls                  | 31 oktober 1992   |
| 7   | Accidents Will Happen       | 7 november 1992   |
| 8   | Crash and Born              | 14 november 1992  |
| 9   | The Best Seats in the House | 21 november 1991  |
| 10  | Rivals                      | 5 december 1992   |
| 11  | Portrait of the Artists     | 12 december 1992  |
| 12  | Teach Your Children Well    | 19 december 1992  |
| 13  | All That Glitters           | 9 januari 1993    |
| 14  | Crimes and Ms. Demeanors    | 16 januari 1993   |
| 15  | The Whole Truth             | 23 januari 1993   |
| 16  | Things Are Tough All Over   | 6 februari 1993   |
| 17  | Moving Pictures             | 13 februari 1993  |
| 18  | Mirror, Mirror              | 20 februari 1993  |
| 19  | Different                   | 27 februari 1993  |
| 20  | Dear Georgie                | 24 april 1993     |
| 21  | Some Other Time             | 1 mei 1993        |
| 22  | The Cold Light of Day       | 8 mei 1993        |
| 23  | Out of the Ashes            | 15 mei 1993       |
| 24  | The Icing on the Cake       | 22 mei 1993       |

## Seizoen 4
| Nr. | Titel aflevering              | Uitzenddatum VS   |
| --- | ----------------------------- | ----------------- |
| 1   | Back on Track                 | 25 september 1993 |
| 2   | The Land of the Lost Children | 2 oktober 1993    |
| 3   | Demons                        | 9 oktober 1993    |
| 4   | A Kick in the Caboose         | 9 oktober 1993    |
| 5   | Sleepless in Winnetka         | 16 oktober 1993   |
| 6   | The Good Daughter             | 30 oktober 1993   |
| 7   | Something in Common           | 6 november 1993   |
| 8   | A Bolt from the Blue          | 13 november 1993  |
| 9   | The Best Intentions           | 20 november 1993  |
| 10  | The Things We Do for Love     | 27 november 1993  |
| 11  | Broken Angel                  | 11 december 1993  |
| 12  | Second Thoughts               | 18 december 1993  |
| 13  | A Path Through the Snow       | onbekend          |
| 14  | Chemical Reactions            | 22 januari 1994   |
| 15  | Poison                        | 29 januari 1994   |
| 16  | Tangled Webs                  | 5 februari 1994   |
| 17  | Up to His Old Tricks          | 12 februari 1994  |
| 18  | Blood Is Thicker Than Water   | 23 april 1994     |
| 19  | Lock and Key                  | 30 april 1994     |
| 20  | Life Upside-Down              | 7 mei 1994        |
| 21  | Protective Measures           | 14 mei 1994       |
| 22  | Up in the Air                 | 21 mei 1994       |

## Seizoen 5
| Nr. | Titel aflevering            | Uitzenddatum VS   |
| --- | --------------------------- | ----------------- |
| 1   | Bombshell                   | 24 september 1994 |
| 2   | Blinders                    | 1 oktober 1994    |
| 3   | I Only Have Eyes for You    | 8 oktober 1994    |
| 4   | Falling Leaves              | 15 oktober 1994   |
| 5   | Heroes                      | 22 oktober 1994   |
| 6   | Scandalous                  | 29 oktober 1994   |
| 7   | Down for the Count          | 5 november 1994   |
| 8   | Cold Turkey                 | 12 november 1994  |
| 9   | Paradise Lost               | 19 november 1994  |
| 10  | Twilight Time               | 3 december 1994   |
| 11  | A Child Is Given            | 17 december 1994  |
| 12  | No Pain, No Gain            | 7 januari 1995    |
| 13  | A Lullaby to My Father      | 14 januari 1995   |
| 14  | A Good Deed                 | 21 januari 1995   |
| 15  | A House Divided             | 4 februari 1995   |
| 16  | A Proper Farewell           | 11 februari 1995  |
| 17  | Angel of Death              | 18 februari 1995  |
| 18  | Sleeping with the Devil     | 4 maart 1995      |
| 19  | Judgment Day                | 1 april 1995      |
| 20  | Word of Honor               | 8 april 1995      |
| 21  | Remembrance of Sisters Past | 15 april 1995     |
| 22  | A Fighting Chance           | 22 april 1995     |
| 23  | Matters of the Heart        | 29 april 1995     |
| 24  | Enchanted May               | 6 mei 1995        |

## Seizoen 6
| Nr. | Titel aflevering                   | Uitzenddatum VS   |
| --- | ---------------------------------- | ----------------- |
| 1   | 100                                | 23 september 1995 |
| 2   | Out of the Woods                   | 30 september 1995 |
| 3   | The Passion of Our Youth           | 7 oktober 1995    |
| 4   | One Fine Day                       | 21 oktober 1995   |
| 5   | Deceit                             | 28 oktober 1995   |
| 6   | A Perfect Circle                   | 11 november 1995  |
| 7   | Change of Life                     | 11 november 1995  |
| 8   | Renaissance Woman                  | 18 november 1995  |
| 9   | A Perfectly Reasonable Explanation | 25 november 1995  |
| 10  | Sleeping Beauty                    | 2 december 1995   |
| 11  | A Tough Act to Follow              | 9 december 1995   |
| 12  | A Sudden Change of Heart           | 6 januari 1996    |
| 13  | The Man That Got Away              | 13 januari 1996   |
| 14  | Double, Double, Toil and Trouble   | 20 januari 1996   |
| 15  | Impersonators                      | 27 januari 1996   |
| 16  | The Best Man                       | 3 februari 1996   |
| 17  | A Little Snag                      | 10 februari 1996  |
| 18  | Don't Go to Springfield            | 2 maart 1996      |
| 19  | Where There's Smoke...             | 9 maart 1996      |
| 20  | Leap Before You Look               | 16 maart 1996     |
| 21  | Dreamcatcher                       | 23 maart 1996     |
| 22  | The Price                          | 30 maart 1996     |
| 23  | Guess Who's Coming to Seder        | 6 april 1996      |
| 24  | Nothing Personal                   | 13 april 1996     |
| 25  | Housecleaning                      | 20 april 1996     |
| 26  | Taking a Gamble                    | 27 april 1996     |
| 27  | War and Peace: Part 1              | 4 mei 1996        |
| 28  | War and Peace: Part 2              | 4 mei 1996        |